# Cleisostoma odoratum
Cleisostoma odoratum är en orkidéart som beskrevs av Leslie Andrew Garay. Cleisostoma odoratum ingår i släktet Cleisostoma, och familjen orkidéer. Inga underarter finns listade i Catalogue of Life.